# Гринвју (Западна Вирџинија)
Гринвју (енгл. Greenview) насељено је место без административног статуса у америчкој савезној држави Западна Вирџинија.

## Демографија
По попису из 2010. године број становника је 378.
| Група             | 2000.    | 2010.       |
| Белци             | 0 (0,0%) | 370 (97,9%) |
| Афроамериканци    | 0 (0,0%) | 1 (0,3%)    |
| Азијати           | 0 (0,0%) | 1 (0,3%)    |
| Хиспаноамериканци | 0 (0,0%) | 1 (0,3%)    |
| Укупно            | 0        | 378         |